# Сюэчэн
Сюэчэ́н (кит. упр. 薛城, пиньинь Xuēchéng) — район городского подчинения городского округа Цзаочжуан провинции Шаньдун (КНР). Название района означает «город Сюэ» и связано с царством Сюэ (薛国), существовавшем в этих местах в древние времена.

## История
В древние времена здесь существовало царство Сюэ, впоследствии поглощённое царством Ци. Построенный в те времена город, в настоящее время являющийся архитектурным памятником «древний город царства Сюэ», расположен в южной части граничащего с Сюэчэном на севере городского уезда Тэнчжоу.
В годы войны с Японией действовавшие в японском тылу партизаны создавали административные структуры, чьи границы ответственности не совпадали с довоенными границами административно-территориального деления — в частности, на границе уездов Тэнсянь и Пэйсянь был создан уезд Линьчэн (临城县, «перед городом»). В 1950 году был образован Специальный район Тэнсянь (滕县专区), и уезд вошёл в его состав. В 1952 году в связи с тем, что в провинции Хэбэй существовал уезд с точно таким же названием, уезд Линьчэн был переименован в Сюэчэн. В 1953 году Специальный район Тэнсянь и Специальный район Хуси (湖西专区) были объединены в Специальный район Цзинин (济宁专区). В 1956 году уезд Сюэчэн был расформирован
В январе 1960 года был создан городской уезд Цзаочжуан. В сентябре 1961 года Цзаочжуан был выведен из-под юрисдикции Специального района Цзинин и подчинён напрямую властям провинции Шаньдун, а в его составе был создан район Сюэчэн.

## Административное деление
Район делится на 3 уличных комитета и 6 посёлков.